# Bautão
Flávio Bautão (em latim: Flavius Bauto), também raramente referido como Baudão (em latim: Baudo), foi um oficial romano de origem franca, ativo durante o reinado dos imperadores Graciano (r. 367–383), Valentiniano II (r. 375–392) e Teodósio I (r. 378–395). Aparece nos últimos anos do reinado de Graciano, quando serviu como mestre dos soldados e foi enviado para ajudar Teodósio em sua guerra contra os tervíngios de Fritigerno. Em 385, foi nomeado cônsul. Foi pai de Eudócia, a futura esposa do imperador Arcádio (r. 395–408), com quem teve Teodósio II (r. 408–450).

## Vida
Bautão era um franco transrenano. Segundo Christian Settipani, seu nome deriva da raiz germânica -bald (audaz) e provavelmente era o diminutivo de um nome maior; ele propôs a forma reconstruída Balderico ou Baudogasto. Segundo a Crônica de João Antioqueno, era pai de Arbogasto, o sobrinho de Ricomero Os autores da PIRT julgam a relação entre Bautão e Arbogasto como um erro, pois tal parentesco é estabelecido apenas nessa fonte, porém Settipani estima que ele casou-se com a irmã de Ricomero. Jean-Pierre Poly, com base na onomástica, vê em Baudão (possível diminutivo de Baudogasto) um parente próximo do príncipe Nebigasto, capturado por Carietão em 358, e que poderia ser irmão de Bautão. Independente disso, é certo, que Bautão era pai de Élia Eudócia, a futura esposa do imperador Arcádio (r. 395–408), filho de Teodósio I (r. 378–395), com quem teve cinco filhos: Teodósio II (r. 408–450); Flacila; Pulquéria; Arcádia; e Marina. A julgar que Eudócia viveu na casa de um dos filhos de Promoto desde 395, pensa-se que Bautão fosse amigo íntimo do último.
Segundo Karl Ferdinand Werner, a sua origem entre as famílias reais francas teria-lhe permitido iniciar sua carreira com altos cargos no exército romano. Em 380, dois anos após a Batalha de Adrianópolis na qual Valente (r. 364–378) foi morto, Graciano (r. 367–383) enviou Bautão, à época mestre dos soldados, com Arbogasto e tropas para auxiliar Teodósio em sua luta contra os tervíngios de Fritigerno; Suas vitórias ajudam a restaurar a situação e atraíram a estima de Teodósio. Em 383/384, Bautão foi enviado por Valentiniano II (r. 375–392) à Récia para conduzir campanha na contra uma invasão de jutungos. Seu exército era formado de mercenários alanos e hunos e Magno Máximo (r. 383–388) acusou-o de incitar os bárbaros a atacá-lo. Em 384, Bautão se opôs a Ambrósio quando ao Altar da Vitória de Roma. Em 385, foi nomeado cônsul com Arcádio. Ele faleceu entes de 388, quando Arbogasto substituiu-o em suas funções; Settipani sugere que ele faleceu em 388. Os autores da PIRT sugerem, com base nas declarações de Ambrósio em sua Epístola 57 que Bautão era cristão, uma conclusão contradita por outros autores que pensam que fosse pagão.